# Notaufnahme

Symbolbild – Notaufnahme Städtisches Klinikum Dresden

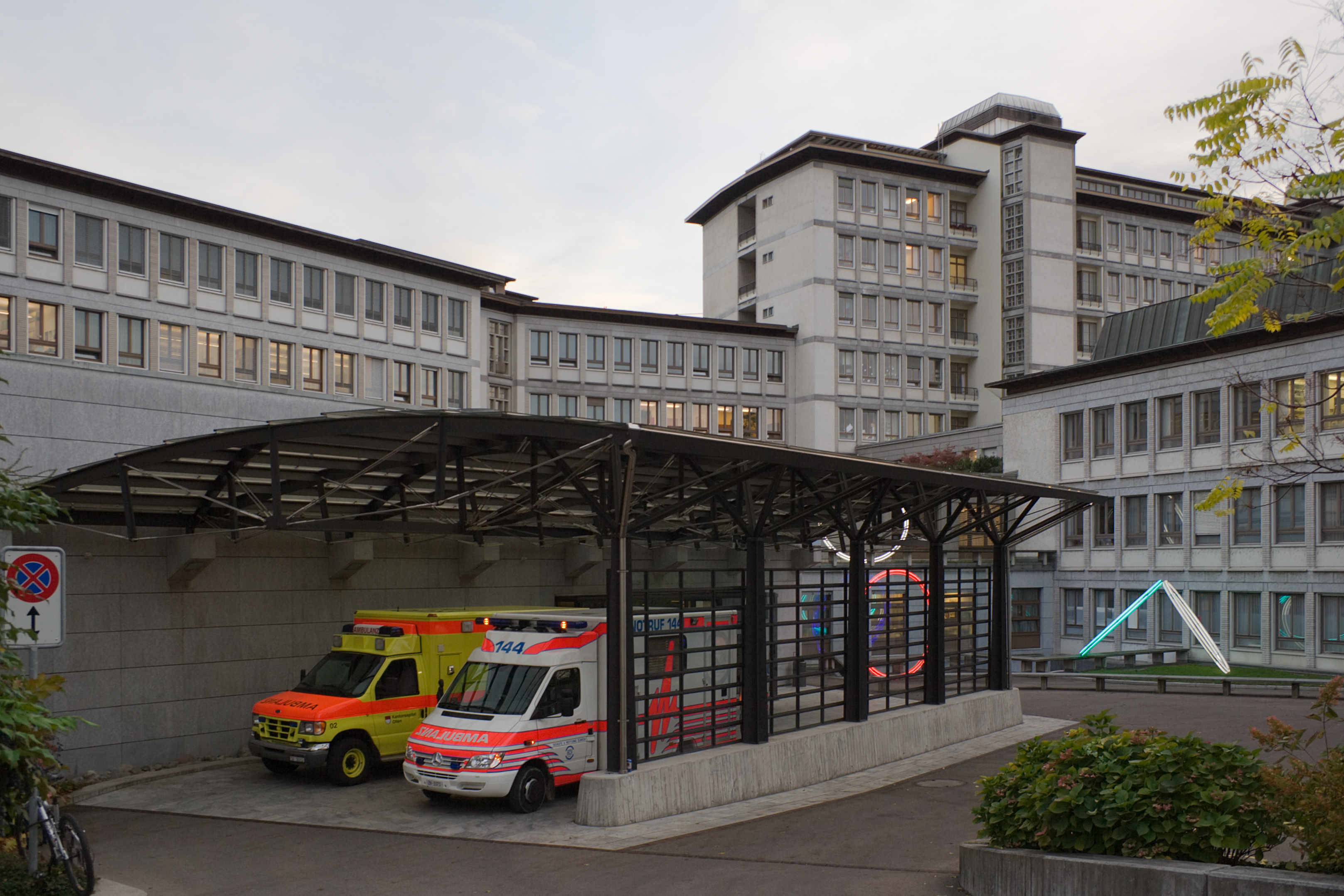
Notfallstation des Universitätsspitals Zürich

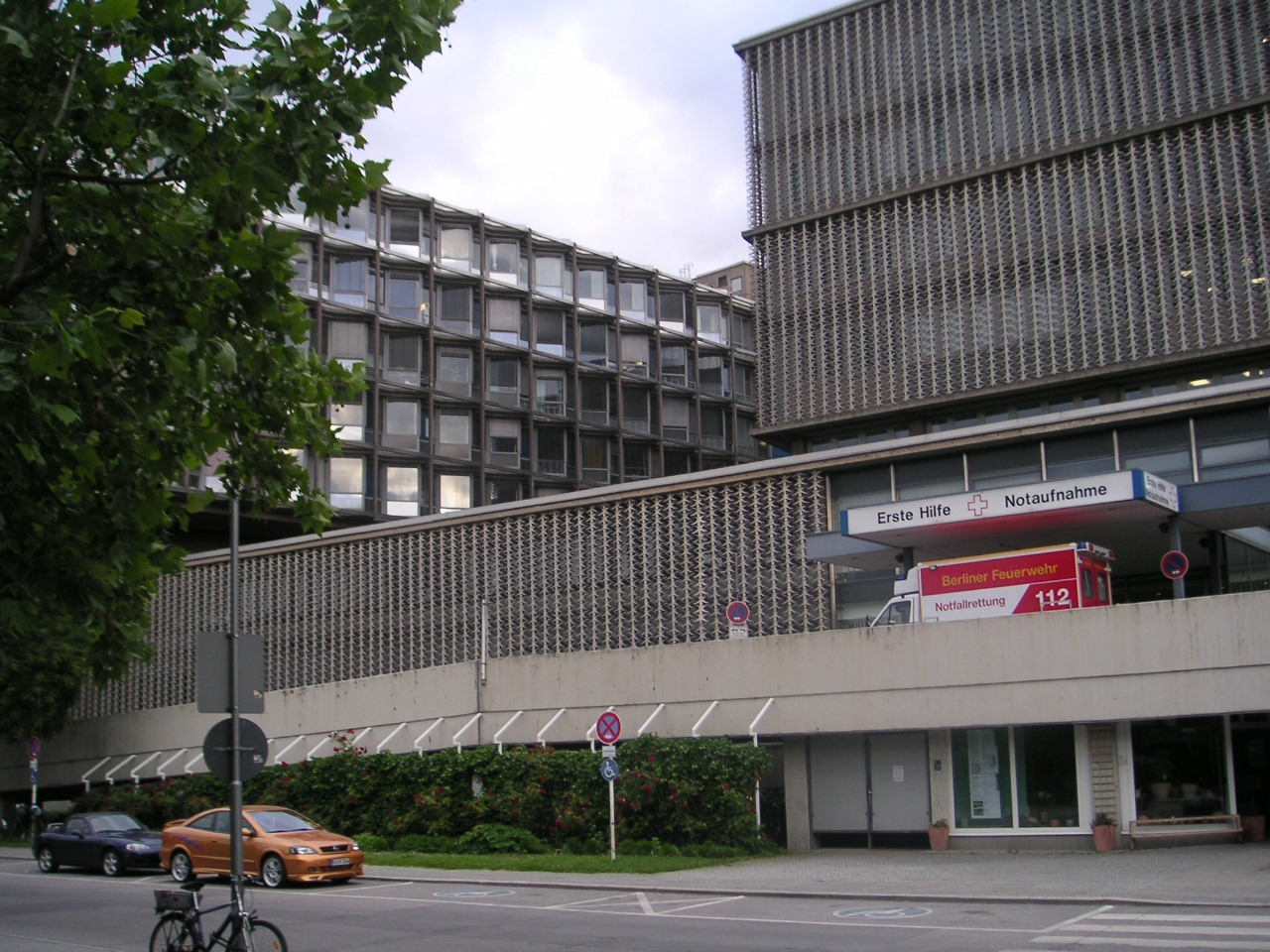
Notaufnahme des Universitätsklinikums Benjamin Franklin, Berlin

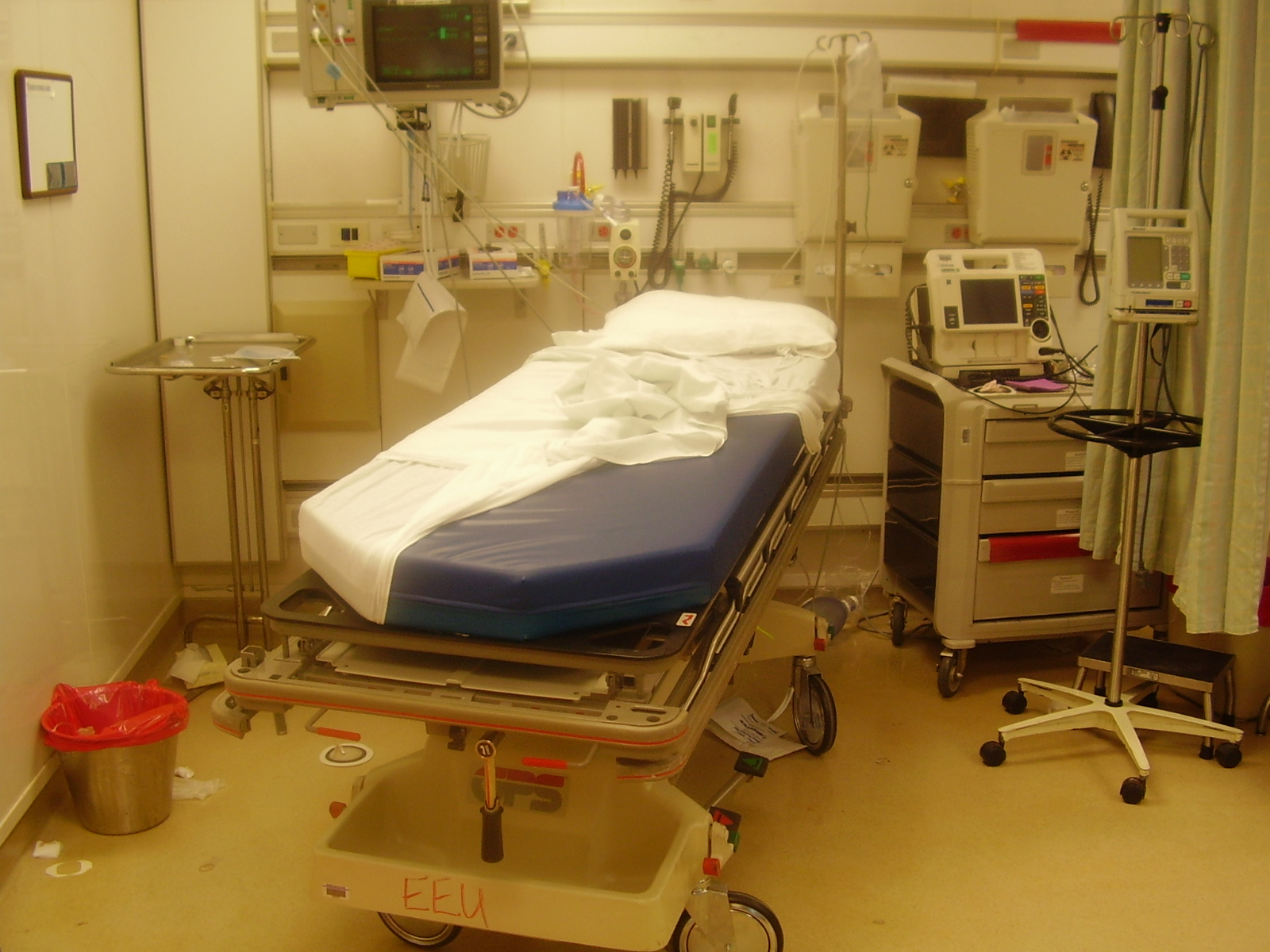
Notaufnahmezimmer nach der Behandlung eines Patienten

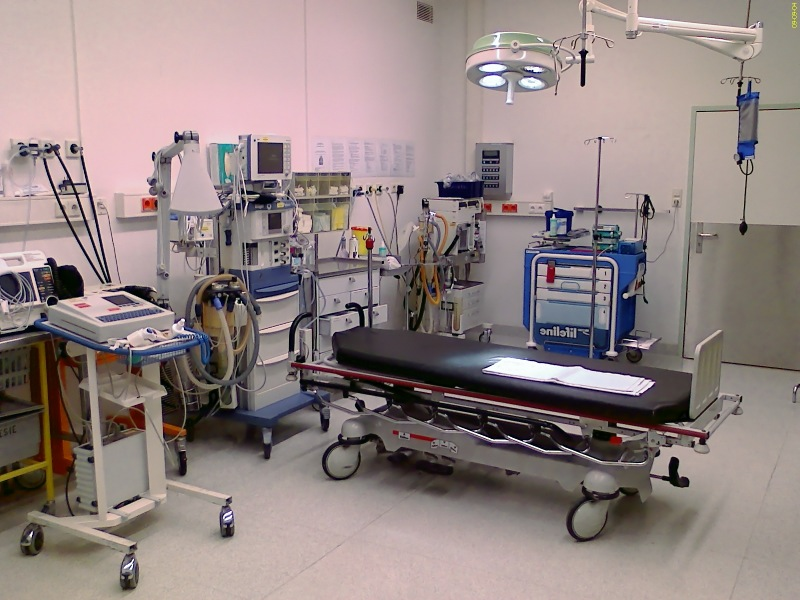
Schockraum in der Notaufnahme der Uniklinik Mannheim

Die Notaufnahme (auch Rettungsstelle, Notfallaufnahme, Notfallambulanz, Notfallstation, Nothilfe, Notfallzentrum oder Erste-Hilfe-Station) ist eine Anlaufstelle im Krankenhaus zur Erstversorgung/Akutversorgung und ist Teil der Notfallmedizin. Die meisten Krankenhäuser (Ausnahme: Privatkliniken, Rehabilitationskrankenhäuser) verfügen über eine Notaufnahme, die meist rund um die Uhr geöffnet ist und in der medizinische Hilfe geleistet wird.
In den östlichen Bundesländern Deutschlands ist statt „Notaufnahme“ der Begriff „Rettungsstelle“ weiter verbreitet. Hier ist auch die Abkürzung RTS gebräuchlich. In den alten Bundesländern sowie in Österreich wird der Begriff „Notaufnahme“ (auch „Notfall-Ambulanz“, „Nothilfe“ oder „Notfallaufnahme“) häufiger verwendet. In der Schweiz wird die Notaufnahme als „Notfallstation“ bezeichnet. Manchmal fungieren auch die Polikliniken der Krankenhäuser außerhalb der Dienstzeiten als Notaufnahmen.
In einer Notaufnahme werden nur Notfälle behandelt. In der Regel erfolgt dort keine gewöhnliche ambulante Betreuung. Arbeitsunfähigkeitsbescheinigungen werden nicht ausgestellt. In Kliniken mit unfallchirurgischer Abteilung ist häufig die Behandlung von Arbeitsunfällen (D-Arzt-Verfahren) der Notfallambulanz räumlich angegliedert, wobei von diesen nach Arbeitsunfällen auch Arbeitsunfähigkeitsbescheinigungen ausgestellt werden können.
Die Patienten werden nicht unbedingt in der Reihenfolge ihres Eintreffens, sondern nach Dringlichkeit behandelt.
Die richtige Einschätzung der Patienten (Triage) ist daher eine sehr wichtige Maßnahme in der Notaufnahme. Dazu werden von jedem Patienten die Vitalparameter (Blutdruck, Puls, Atemfrequenz) und oft auch zusätzliche Werte wie die Sauerstoffsättigung oder die Herzfrequenz gemessen bzw. bereits vorliegende Messdaten und Angaben des Rettungsdienstpersonals berücksichtigt. Die Dringlichkeit der Behandlung kann dann anhand von Flussdiagrammen und Checklisten bereits vom Pflegepersonal eingeschätzt werden (z. B. Manchester-Triage-System).
Manche Notaufnahmen verfügen zusätzlich über eine eigene Bettenstation (in vielen Kliniken „Aufnahmestation“ genannt), in der länger dauernde Behandlungen durchgeführt werden und Patienten, bei denen eine stationäre Aufnahme medizinisch notwendig ist, auf ein freies Bett warten.
In jedem Fall muss nach Stabilisierung eines Patienten von den Ärzten der Notaufnahme entschieden werden, ob es nötig ist, einen Patienten im Krankenhaus stationär zu behalten oder ihn aus der Notaufnahme zu entlassen. Gegebenenfalls besteht auch noch die Möglichkeit, den Patienten zeitweilig in einer Tagesklinik zur weiteren Beobachtung unterzubringen (etwa bei manchen Fällen von Unterzuckerung). Wird ein Patient entlassen, forderte das Krankenhauspersonal bis vor wenigen Jahren oft einen Krankentransportwagen an, um diesen sicher nach Hause bringen zu lassen. Mittlerweile werden Heimfahrten nur dann bezahlt, wenn eine medizinische Indikation dafür besteht. Diese muss vom behandelnden Arzt auf dem Transportnachweis („TN“) angegeben werden.
In Notaufnahmen sind üblicherweise Ärzte verschiedener Fachgebiete (z. B. Anästhesisten, Chirurgen, Internisten) allein oder gemeinsam in kollegialer Absprache am Patienten tätig (interdisziplinäre Notaufnahme; auch Zentrale Notaufnahme, kurz ZNA). Vorteil einer ZNA ist, dass Patienten nur einen Anlaufpunkt zu kennen brauchen und Ärzte aller Fachrichtungen schnell für Konsultationen hinzugezogen werden können. In anglo-amerikanischen Ländern und den meisten Staaten der Europäischen Union ist die ärztliche Tätigkeit in Notaufnahmen (Emergency Room) eine eigenständige Fachrichtung (Notfallmedizin bzw. „emergency medicine“).
Neben den interdisziplinären Notaufnahmen, in denen Krankheiten aus allen medizinischen Fachrichtungen behandelt werden, gibt es auch fachspezifische Notaufnahmen, die nur unfallchirurgische (Bsp.: Knochenbruch) oder internistische (Bsp.: Blutvergiftung) Notfälle entgegennehmen. Mögliche Vorteile von fachspezifischen Notaufnahmen sind die Verteilung des Patientenaufkommens auf verschiedene Räumlichkeiten und damit einhergehend eine bessere Übersichtlichkeit, ein geringerer Geräuschpegel sowie eine geringere gegenseitige Ansteckungsgefahr.
Zu den speziellen Notaufnahmen zählen heutzutage auch Trauma-Zentren. Sie sind personell und von der Ausstattung (Schockraum) auf Schwerstverletzte eingerichtet. Die Überlebenschancen und der Behandlungserfolg sind in einem spezialisierten Trauma-Zentrum gegenüber gewöhnlichen chirurgischen Notaufnahmen als signifikant höher anzusehen.
Mit den sogenannten Stroke Units gibt es in vielen Notaufnahmen eine weitere einschlägige Einrichtung, die auf die Behandlung von Schlaganfall-Patienten ausgerichtet ist. In immer mehr Notaufnahmen finden sich auch Chest Pain Units, in denen Patienten mit akutem Koronarsyndrom von Kardiologen diagnostiziert und behandelt werden.